# Glerá
Pour le cépage du prosecco, voir glera (cépage).
Le fleuve Glerá (lit. fleuve de verre) est un fleuve du nord de l'Islande. 

## Géographie
Le fleuve prend sa source dans un glacier des montagnes de la péninsule de Tröllaskagi. Il traverse la ville d'Akureyri avant de se jeter dans la mer par le Eyjafjörður. Le fleuve forme le banc de sable d'Oddeyri au moment de son entrée dans la mer. Il a servi à produire de l'électricité durant le XIXe siècle.